# Vevey (stad)

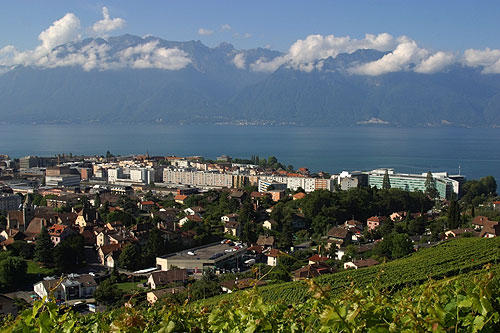
Vevey en het Meer van Genève

Vevey is een plaats en gemeente in het kanton Vaud in Zwitserland en maakt sinds 1 januari 2008 deel uit van het district Riviera-Pays-d'Enhaut. Voor 2008 was Vevey de hoofdplaats van het gelijknamige district.
Einde 2002 had Vevey bijna 17.000 inwoners. Vevey ligt aan de noordoostelijke oever van het meer van Genève, aan de monding van het riviertje de Veveyse. Het ligt ongeveer 3 kilometer ten westen van Montreux en 15 kilometer ten oosten van Lausanne.

## Geschiedenis
In de Romeinse tijd lag er al een nederzetting op de plaats van het huidige Vevey met de naam viviscus of vibiscus. In veel latere eeuwen werd het stadje, evenals het nabijgelegen Montreux, een belangrijk emigratiedoel van vele Engelsen. Zo vluchtte Edmund Ludlow, een van de mannen die het doodsoordeel van Koning Charles I tekenden, in de 17e eeuw naar Vevey. Nog steeds woont in Vevey een Engelse minderheid, wat de aanwezigheid van meerdere Anglicaanse kerken verklaart. De Engelse auteur William Makepeace Thackeray schreef in Vevey delen van zijn roman The Newcomes.

## Stadsbeeld
Het stadsbeeld van Vevey wordt beheerst door de kerk van Saint Martin, die oorspronkelijk uit de 12e eeuw stamt. Andere belangrijke godsdienstige gebouwen zijn de genoemde Engelse kerken en de zeer opvallende Russisch-orthodoxe kerk van Sainte Mégalomartyre Barbara, welke een goudkleurige uienspits heeft. Langs het meer liggen talloze voorbeelden van hotelarchitectuur uit het fin de siècle, zoals die in veel Zwitserse steden te vinden zijn. Aan de overkant van het meer zijn de Franse Alpen duidelijk zichtbaar.
In het meer van Genève, dicht bij het Nestlé Alimentarium, staat een enorme vork, een kunstwerk van de Zwitser Jean-Pierre Zaugg.

## Musea
Vevey beschikt over een aantal musea. Aan het meer van Genève ligt het Alimentarium, een museum met als thema voeding en levensmiddelenproductie. Niet ver daarvandaan bevindt zich het Musée Jenisch dat plaats biedt aan een collectie moderne kunst en het kantonnale prentenkabinet van Vaud. Vevey beschikt verder onder meer over een historisch museum en het Zwitsers fotocameramuseum.

## Economie
In Vevey bevindt zich de hoofdzetel van het grootste voedingsmiddelenconcern ter wereld, Nestlé.

## Bekende inwoners van Vevey

### Geboren
- Madame de Warens (1699-1762), weldoenster en minnares van Jean-Jacques Rousseau
- Cornélie Chavannes (1794-1874), pedagoge en lerares
- Jules Eytel (1817-1873), advocaat, hoogleraar en politicus
- Jules Martin (1824-1875), advocaat en politicus
- Edmond de Palézieux (1850-1924), kunstschilder
- Émile Gaudard (1856-1941), advocaat, bestuurder en politicus
- Alexandre-François-Louis Cailler (1866-1936), chocolatier, bestuurder en politicus
- Marc Amsler (1891-1968), oogheelkundige
- Anne-Marie Blanc (1919-2009), actrice
- Pierrette Favarger (1924-2015), keramiste
- Eli Content (1943-2022), schilder, tekenaar en collagist
- Claude Nicollier (1944), ruimtevaarder
- Steve Bovay (1984), wielrenner

### Woonachtig (geweest)
- Henri Nestlé (1814-1890), Duits suikerbakker
- Henri Bergson (1859-1941), Frans filosoof
- Clara Haskil (1895-1960), Roemeens-Zwitsers pianiste
- David Bowie (1947-2016), Brits zanger

### Overleden
- David Bachelard (1815-1866), politicus
- Émile Gaudard (1856-1941), advocaat, bestuurder en politicus
- Renée Delafontaine (1921-2006), onderwijzeres en maatschappelijk werkster